# Tinemyia margaritifera
Tinemyia margaritifera är en tvåvingeart som beskrevs av Frederick Wollaston Hutton 1900. Tinemyia margaritifera ingår i släktet Tinemyia och familjen småharkrankar. Inga underarter finns listade i Catalogue of Life.